# Zhang Hanyi
Zhang Hanyi (Shaanxi, 1987) è un regista e sceneggiatore cinese.

## Biografia
Si diploma nel 2009 presso l'Accademia d'arte drammatica di Pechino. Nel 2016 il suo primo film, Life After Life (Zhi fan ye mao) viene selezionato per il Festival del cinema di Berlino.